# Chả giò
El chả giò (pronunciación en vietnamita: /ca᷉ː jɔ̂/), también conocido como nem rán (rollito de primavera frito), es un plato popular en la cocina vietnamita que generalmente se sirve como aperitivo en Europa y América del Norte, donde hay una gran diáspora vietnamita. Se compone principalmente de carne picada, generalmente de cerdo, envuelta en papel de arroz, para luego ser frito.

## Ingredientes

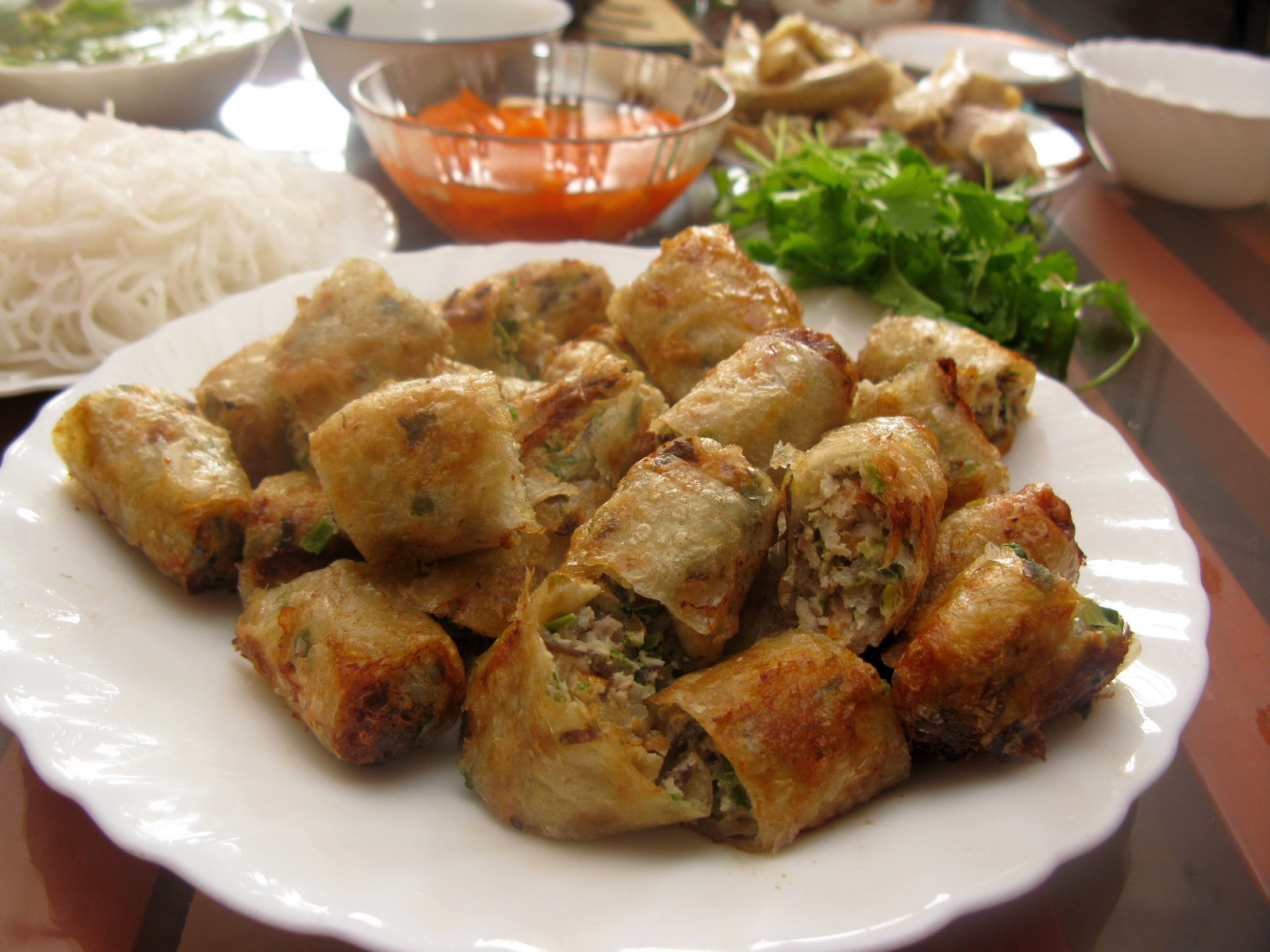
Nem rán al estilo del norte de Vietnam.

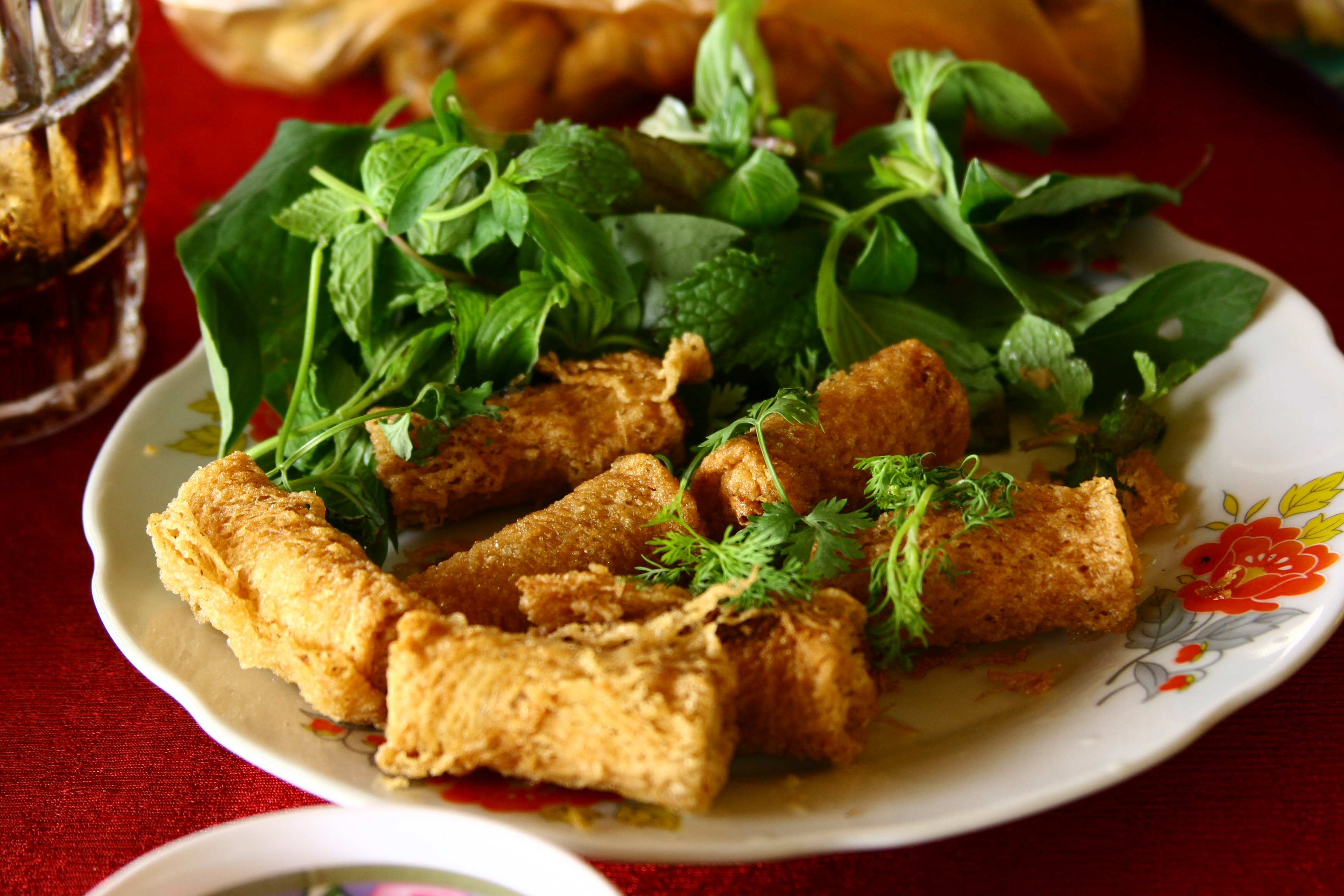
Chả giò rế.

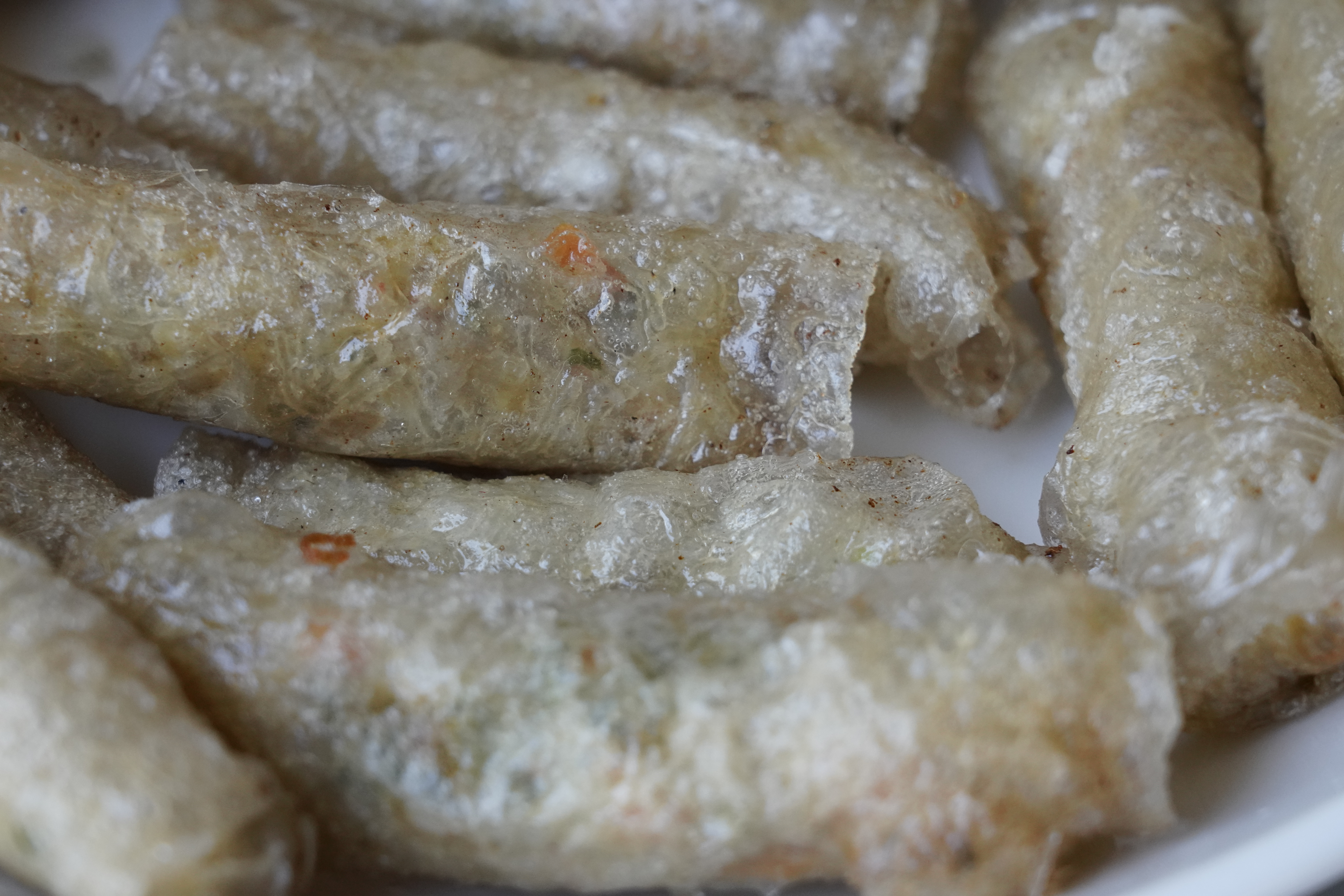
Chả giò en el festival World Heritage Cuisine Summit & Food de 2018.

La estructura principal de un rollo de chả giò es comúnmente carne picada sazonada, champiñones, fideos y vegetales cortados en cubitos como zanahorias, colinabo y jícama, enrollados en una hoja de papel de arroz húmeda. Luego, el rollo se fríe hasta que la capa de papel de arroz se vuelva crujiente y dorada.
Los ingredientes, sin embargo, no son fijos. La carne más utilizada es la de cerdo, pero también se pueden utilizar cangrejos, camarones, pollo y, a veces, caracoles (en el norte de Vietnam) y tofu (para el chả giò vegetariano: chả giò chay). Si se usan zanahorias en cubitos y jícama, el relleno queda un poco crujiente, haciendo juego con el papel de arroz frito también crujiente, pero el jugo de estas verduras puede hacer que los panecillos se ablanden después de un tiempo. Si los panecillos se van a almacenar durante mucho tiempo, se puede usar puré de batata o frijoles mungo para mantenerlos crujientes. También se pueden incluir brotes de soja y fideos de arroz. Se pueden agregar huevos y diversas especias según sus preferencias. A veces, los ingredientes pueden incluir raíz de taro en juliana y zanahorias si no se puede encontrar jícama. Las raíces de taro le dan un sabor grasoso y crujiente.
Chả giò rế es un tipo poco común de chả giò en el que se usa bánh hỏi (fideos de arroz finos tejidos en una hoja) en lugar de papel de arroz. El relleno dentro del rollo es el mismo que el chả giò normal, y el rollo también se hace frito. Las hojas de bánh hỏi son estrechas y las hebras de fideos de arroz son quebradizas; los rollos de chả giò rế suelen ser pequeños y difíciles de hacer. Solo se ven en grandes fiestas y restaurantes.
La parte más interesante de la receta del chả giò es que varía en diferentes familias y también en diferentes regiones de Vietnam. Ninguna receta es oficial. Depende de la costumbre de comer de cada familia. Por lo tanto, de alguna manera el chả giò hecho por las mujeres muestra su preocupación por su propia familia.

## Condimentos
El chả giò se puede comer solo, sumergido en nước chấm o nước mắm pha (salsa de pescado mezclada con jugo de limón o vinagre, agua, azúcar, ajo y ají), o servido con fideos de arroz (en bún chả giò). Se suele acompañar con un plato de rau sống (verdura cruda) que contiene varios tipos de verduras como lechuga, cilantro, etc. Es muy común envolver el chả giò en lechuga antes de comerlo.

## Confusión con otras variedades de rollos

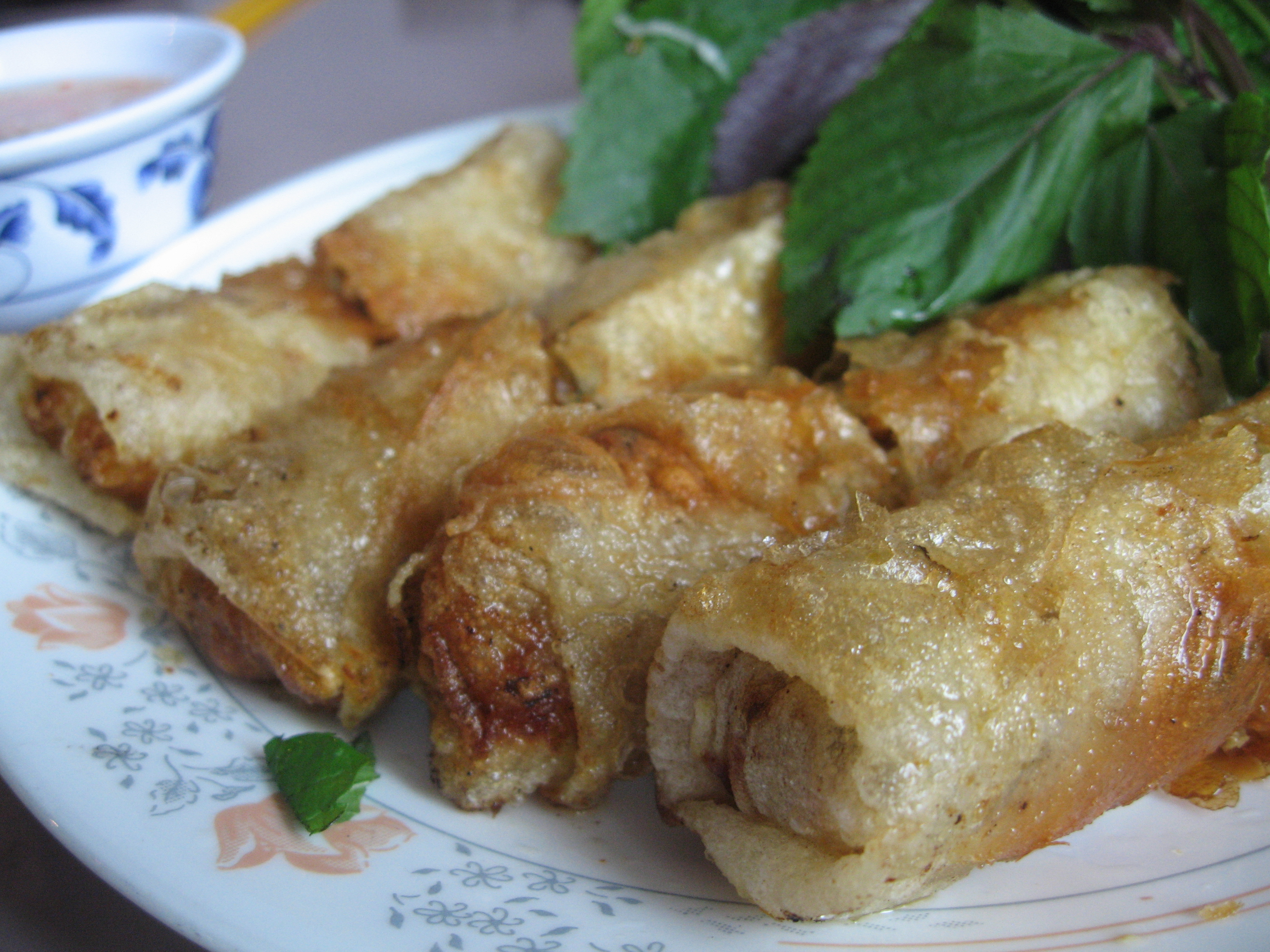
Estos chia go, rollos de primavera no deben de confundirse con chía go del Vietnam que están elaborados con papel de arroz y se deben consumir tras pocas horas. Actualmente, el chá gio en los restaurantes se hacen con hojas de harina trigo asemejándolo al rollo de huevo chino.

A menudo puede haber confusión en cuanto a qué se entiende exactamente por nem según las circunstancias. En Vietnam, puede haber confusión entre los norteños y los sureños, porque los norteños tienden a usar el término nem para referirse a una variedad de rollos de papel de arroz que contienen carne, incluido el gỏi cuốn, que los norteños llaman nem cuốn (a menudo denominado en los restaurantes occidentales como "rollitos de ensalada"). Los sureños, sin embargo, tienden a adoptar una definición más precisa de nem, utilizando esa palabra para referirse únicamente a alimentos de carne picada como nem nướng (literalmente "salchicha a la parrilla", una salchicha de cerdo picada mezclada con ajo machacado y salsa de pescado y luego a la parrilla).
Puede producirse más confusión fuera de Vietnam porque la traducción al inglés de chả giò varía según los menús de los restaurantes, y que a menudo se confunde con otros platos como los rollos de huevo o los rollos de verano. Como el chả giò hecho con papel de arroz se puede romper fácilmente cuando se fríe y también permanecer crujiente por solo unas horas, los restaurantes fuera de Vietnam han adoptado una hoja de harina de trigo para hacerlo, en lugar de papel de arroz, difuminando así la diferencia entre chả giò y el rollo de huevo chino.